# Donbas (navio de comando)
Donbas (em ucraniano:  Донбас, transl. Donbas) é um ex-navio-oficina soviético do projeto 304 que foi convertido em um navio de comando da Marinha ucraniana. Foi construído em Szczecin, na Polónia, em 1969, para a Marinha Soviética e intitulado "PM-9". "PM" é uma abreviação russa para um navio-oficina ((Плавучая Мастерская; Plavuchaya Masterskaya)). Imagens de satélite publicadas em 6 de abril de 2022 mostravam o Donbas envolto por muita fumaça no porto de Mariupol, indicando que o navio provavelmente foi atingido durante o cerco de Mariupol.

## Histórico de serviço
Os navios desta empresa foram considerados os mais duráveis e foram aplicados ativamente em campanhas militares desde o início da década de 1970.
Como resultado da distribuição da Frota do Mar Negro, o "PM-9" mudou de nome para Krasnodon e em 2001, foi renomeado para Donbas. Durante o serviço na Marinha da Ucrânia, o navio participava repetidamente de exercícios internacionais, bem como em desfiles militares locais e viagens marítimas. Em 11 de novembro de 2007, o navio foi atingido por uma forte tempestade perto de Sebastopol, mas sofreu ferimentos leves e permaneceu intacto devido à ajuda do rebocador russo MB-160.
O navio Donbas marcou a sua quarta década de serviço naval em 4 de dezembro de 2009. Nesta ocasião, o Ministério da Defesa da Ucrânia destinou em 6 de dezembro de 2010 cerca de 4 milhões de grívnias (US$ 503,7 mil) para a reconstrução do navio. Em 25 de janeiro de 2011, o navio passou com sucesso a primeira etapa de testes marítimos.
Em 20 de março de 2014, o navio foi capturado pela Marinha da Rússia durante a crise da Crimeia. Em 17 de abril de 2014, foi transportado de Sebastopol para Odessa pelo rebocador ucraniano Hennadiy Savelyev. Em 4 de setembro de 2016, o navio foi danificado por um pequeno incêndio.
O navio de busca e salvamento Donbas e o rebocador marítimo Korets (A830) partiram de Odessa em 20 de setembro e transitaram pelo estreito de Querche em 23 de setembro, escoltados por várias unidades da Marinha russa. Os navios de artilharia da marinha ucraniana Kremenchuk (P177) e Lubny (P178) partiram do porto de Berdiansk para encontrar os dois navios quando entraram no mar de Azov. As quatro embarcações chegaram a Mariupol e presidente ucraniano Petro Poroshenko parabenizou as tripulações dos dois navios pelo trânsito bem-sucedido na sua página no Facebook, acrescentando que se tornariam parte de uma base recém-criada no mar de Azov.